# Agudat Yisrael
Agudat Yisrael är ett litet chassidiskt parti i det israeliska partiet Knesset med rötter i en rörelse med samma namn, bildad i Europa i början av 1900-talet och senare verksam i det brittiska Palestinamandatet.
Senare kom man att bilda koalition med utbrytargruppen Degel HaTorah i det harediska partiet Yahadut HaTorah. Detta delades åter i samband med att båda de ingående partierna gick med i regeringen Sharon 2004.
Även om Agudat Yisrael aldrig har haft mer än en handfull mandat i Knesset så har det ofta haft avgörande inflytande på politiken som vågmästare. Denna position har man utnyttjat för att säkra ekonomiska stöd till egna yeshivaer och lokala institutioner. Man har, till förtrytelse för sekulära israeler, även drivit igenom lagstiftning om sabbatsvila och koshermat.
Rabbinerna Meir Porush, Yaakov Litzman och Yisroel Eichler är partiets parlamentsledamöter.